# Yu Shan
Yu Shan (chiń. 玉山; pinyin Yù Shān; pe̍h-ōe-jī Gio̍k-san; dosł. „Jadeitowa Góra”) – szczyt w pasmie Gór Tajwańskich. Leży na terenie Parku Narodowego Yushan (玉山國家公園). Jest to najwyższy szczyt wyspy Tajwan oraz najwyższy szczyt Republiki Chińskiej. Yu Shan, podobnie jak całe Góry Tajwańskie, znajduje się na styku dwóch płyt tektonicznych: eurazjatyckiej oraz filipińskiej.
Yu Shan ma pięć wierzchołków:
- Yu Shan Główny (玉山主峰) – 3952 m,
- Yu Shan Wschodni (玉山東峰) – 3869 m,
- Yu Shan Północny (玉山北峰) – 3858 m,
- Yu Shan Południowy (玉山南峰) – 3844 m,
- Yu Shan Zachodni (玉山西峰) – 3467 m.

Po anektowaniu Tajwanu przez Japonię szczyt otrzymał nazwę Niitakayama (新高山), co oznacza Nowa Wysoka Góra. Szczyt nazwano tak dlatego, że był wyższy niż dotychczasowy najwyższy szczyt Japonii - Fudżi o 176 m. Wtedy też nastąpiło pierwsze odnotowane wejście na szczyt. Dokonali tego dwaj japońscy geologowie Torii Ryūzō i Mori Ushinosuke w 1900 r. Japońska nazwa szczytu padła w depeszy jaką 2 grudnia 1941 admirał japońskiej floty cesarskiej Isoroku Yamamoto, wysłał do dowodzącego 1 Flotą wiceadmirała Nagumo. Treść depeszy brzmiała „Niitaka Yama ni nobore” („Wspiąć się na górę Niitaka”), był to sygnał do rozpoczęcia ataku japońskiej floty na amerykańską bazę w Pearl Harbor.